# Algemene verkiezingen in Liberia (1885)

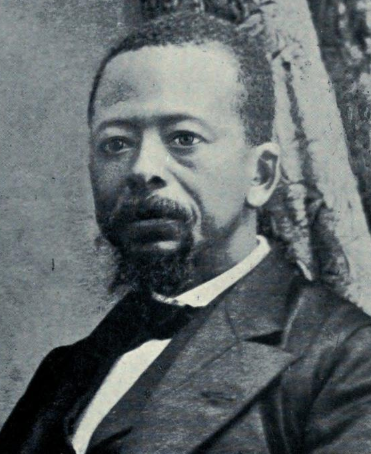
President Hilary R.W. Johnson.

De algemene verkiezingen in Liberia van mei 1885 werden gewonnen door zittend president Hilary R.W. Johnson van de True Whig Party. Zijn tegenstander was Edward Wilmot Blyden van de Republican Party.
| Kandidaat                       | Kandidaat            | Partij           | Stemmen | %      |
| ------------------------------- | -------------------- | ---------------- | ------- | ------ |
|                                 | Hilary R.W. Johnson  | True Whig Party  | 1.438   | 62,25  |
|                                 | Edward Wilmot Blyden | Republican Party | 872     | 37,75  |
| Totaal                          | Totaal               | Totaal           | 2.310   | 100,00 |
|                                 |                      |                  |         |        |
| Geregistreerde kiezers/ opkomst |                      |                  |         |        |
| Bron: AED                       |                      |                  |         |        |

Hilary R.W. Johnson: 1.438 stemmen
Edward Wilmot Blyden: 872 stemmen

## Bron
- (en)  African Elections Database: 1885 Liberia Presidential Election